# Sudan del Sud ai Giochi olimpici
Il Sudan del Sud ha fatto il suo esordio ai Giochi olimpici nel 2016. Il Comitato Nazionale Olimpico Sudsudanese è stato ammesso al Comitato Olimpico Internazionale quale 206º Paese durante la 128ª Sessione del CIO a Kuala Lumpur, in Malaysia, il 2 agosto 2015.
Gli atleti del Sudan del Sud, indipendente dal Sudan dal 2011 dopo un referendum, avevano partecipato ai Giochi olimpici nella delegazione del Sudan fin dal 1960, mentre nel 2012 un atleta sudsudanese ha gareggiato con gli Atleti Olimpici Indipendenti. 
Nel 2016 e nel 2020 diversi atleti rifugiati politici originari del Sudan del Sud hanno gareggiato con gli Atleti Olimpici Rifugiati.

## Medaglieri

### Medaglie ai Giochi olimpici estivi
| Giochi              | Oro | Argento | Bronzo | Totale |
| ------------------- | --- | ------- | ------ | ------ |
| Rio de Janeiro 2016 | 0   | 0       | 0      | 0      |
| Tokyo 2020          | 0   | 0       | 0      | 0      |
| Parigi 2024         | 0   | 0       | 0      | 0      |
| Totale              | 0   | 0       | 0      | 0      |